# Cayó la cabra
Cayó la Cabra es una murga uruguaya creada en 2007 para el Encuentro de Murga Joven.

## Historia
La murga Cayó la Cabra se originó en 2007 para participar en el Concurso de Murga joven. El nombre elegido tras una votación fue Cabrá la cabra, cambiándose al tiempo por el actual Cayó la cabra. En 2008 la murga tiene un recambio de integrantes que solidifica mucho al grupo, manteniéndose prácticamente los mismos hasta el día de hoy. 
En la categoría Murga joven, la murga ingresa en el año 2007, sin poder acceder a la etapa final. En 2008 presentaron el espectáculo Disis Evolución con el cual obtuvieron el primer premio y numerosas menciones, que le permitieron abrir una etapa en el carnaval mayor pero fuera de concurso. En 2010 interpretaron asuperhéroes jubilados en el que también consiguieron el primer premio. En 2012, Cayó la Cabra cómenzó a participar en el Carnaval Mayor de Montevideo.

## Actuaciones por año

### ¿Qué Tendrá la Libertad que no Tenga Yo? (2012)
En 2012, Cayó la Cabra se presentó por primera vez en el Carnaval Mayor con su espectáculo ¿Qué tendrá la libertad que no tenga yo?, el cual contaba la historia de un pájaro que les dejaba una carta que decía que los abandonaba por la libertad.
Allí la murga intentaba encontrar como vencer a la libertad ya que no sabían qué es.
Los cuplés más destacados de ese año fueron: 7 letras, La iglesia y los homosexuales, entre otros. Ese año no obtuvieron el pasaje a la tercera etapa del Concurso, la liguilla, por lo cual al año siguiente debieron rendir la prueba de admisión.

### Madurar (2013)
En 2013 presentaron su espectáculo Madurar, con el cual causaron gran aceptación y reconocimiento en el carnaval. El espectáculo trataba sobre la maduración de los seres humanos abordando temas como los cumpleaños infantiles y los hijos.
Ese año, la murga consiguió por primera vez entrar a la liguilla quedando en el 8º puesto.

### Pop! (2014)
En 2014 el espectáculo se llamó Pop!, en el cual trataron el tema de las modas y cómo influyen en la sociedad.
Sus couplés más destacados fueron el de las modas y el trabajo. Ese año, la murga obtuvo el 6º puesto.

### Natural (2015)
En el 2015, Cayó la Cabra presentó Natural, uno de los espectáculos más polémicos de la murga ya que durante una parte del espectáculo de la murga (denominada salpicón), y luego de criticar a la empresa Tenfield, uno de los integrantes simulaba un disparo. Luego de esa cuarteta quedaron sin local de ensayo por unos días y perdieron algunos patrocinadores. 
A pesar de esos contratiempos, recorrieron más de 80 tablados y obtuvieron el 4º puesto en la categoría de murgas junto con las menciones de "Mejores textos del carnaval" y "mejor cuplé" (Tabú).

### Relajo (2016)
Luego del éxito de Natural en el año 2015, en 2016 presentaron Relajo, en el cual trataron temas como las bromas, las parejas, los policías, entre otros obteniendo  el 8º puesto en el concurso. Luego del carnaval, realizaron varias actuaciones en la Argentina y participaron como invitados en Encuentro de Murgas Estilo Uruguayo de Mendoza.

### Barato (2017)
En el año 2017 presentaron Barato donde encarnaban cuplés referentes a la economía, los prejuicios y el lenguaje. Ese año entre otras incorporaciones, se sumó Maxi Méndez Solista de gran trayectoria en murgas como Curtidores de hongos y Don Timoteo, Coco Rivero, como letrista .
Ese año obtuvieron el 7º puesto.

### Las aventuras del escuadrón rebelde(2018)
En este espectáculo narraban las aventuras del Escuadrón rebelde cantando especialmente sobre Los prejuicios y el Sistema Económico incluyendo varios temas políticos y de la realidad uruguaya. Uno de esos temas fue el conflicto que hubo entre el movimiento Más Unidos Que Nunca y la Mutual Uruguaya de Futbolistas Profesionales (MUFP) . Otro tema que originó un nuevo enfrentamiento con la empresa Tenfield cantando sobre su presidente Paco Casal pero sin mencionarlo y la empresa respondió no exhibiendo en hora el espectáculo ni tampoco permitiendo a sus periodistas de carnaval entrevistarlos.

### El club de los malos modales(2019)
Este año cantan y critican los modales de la murguistas y de los uruguayos.
En este año su cupletero Maximiliano Tuala obtuvo el Premio de Figura Máxima del Carnaval. 

### The Big Show, un espectáculo destinado a fracasar(2020)
El 2020 trajo al Big Show como espectáculo para el carnaval, en el que se llevaron a cabo nuevas implementaciones por parte de la murga. Desde el uso de la pantalla LED del Teatro de Verano hasta coreografías para la introducción al primer cuplé, lo que conllevó una gran cantidad de críticas para la murga que no tuvo el mejor de los años. Tras contar con bajas importantes (principalmente la de Maxi Tuala, quien estrenó Un Título Viejo junto a exintegrantes de las cabras, Nació de Nalga y más), el conjunto se centró en un trabajo grupal sin la presencia de un cupletero puntual. Los bloques del espectáculo se enfocaron en la convivencia con la familia, "las reglas del general" (puntualizando en la aparición de Cabildo Abierto en la Coalición Multicolor), un cuplé con salpicón en relación con esquimales y el cierre con foco en los niños. Para la liguilla no contaron con su director escénico (Lucas Pintos), quien estuvo desde la platea y fue parte del bloque para los niños. Obtuvieron el 10° puesto, lo que les aseguró un lugar en el siguiente carnaval.

### En una(2022)
Tras la baja de Lucas Pintos de la dirección responsable, la que fue asumida por Virginia Gervasio, la murga tuvo que dar la prueba de admisión por el cambio mencionado. En la misma presentaron una parte del espectáculo "En una". Los bloques presentados fueron la presentación, la introducción con salpicón, un cuplé dedicado al "Nuevo MIDES" y la bajada. Lograron el pase al Carnaval, pero dicho paso no estuvo libre de críticas. A causa de una cuartera en el salpicón relacionada con el fallecido exministro Jorge Larrañaga, la murga recibió palabras duras desde distintos lugares, más que nada desde los medios de comunicación y el entorno de la familia de Larrañaga, y llegándose a presentar un comunicado por parte del Partido Nacional exigiendo que se elimine del repertorio la alusión a dicho exministro. Dicha cuestión fue tratada como un acto de censura para con las Cabras, atentándose contra lo que se considera como "libertad de expresión". La murga se presentará en la 11.ª etapa del Carnaval Mayor.

## Posiciones
| 2012 | 2013 | 2014 | 2015 | 2016 | 2017 | 2018 | 2019 | 2020 | 2021 | 2022 | 2023 | 2024 | 2025 |
| ---- | ---- | ---- | ---- | ---- | ---- | ---- | ---- | ---- | ---- | ---- | ---- | ---- | ---- |
| 19º  | 8º   | 6º   | 4º   | 8º   | 7º   | 2º   | 3º   | 10º  | -    | 19°  | 15°  | 14°  | 8°   |

     No accedió a la liguilla.
     No se realizó el concurso oficial de carnaval debido a la pandemia de COVID-19.

## Discografía
| Año  | Nombre                                             | Discográfica                                     |
| ---- | -------------------------------------------------- | ------------------------------------------------ |
| 2014 | Murgas 2014 (junto a Metele que son Pasteles)      | Montevideo Music Group                           |
| 2015 | Actuar / Natural (junto a Metele que son Pasteles) | Montevideo Music Group                           |
| 2016 | Relajo                                             | Montevideo Music Group                           |
| 2017 | Barato                                             | Montevideo Music Group                           |
| 2018 | Cayó la cabra 10 años                              | Montevideo Music Group y Malhablado Producciones |
| 2018 | Las Aventuras del Escuadrón Rebelde                | Montevideo Music Group                           |
| 2019 | El Club de los Malos Modales                       | Montevideo Music Group                           |

### Colectivos
- 2008, 11º Encuentro de Murga Joven, (Montevideo Music Group)
- 2009, 12º Encuentro de Murga Joven, (Montevideo Music Group)
- 2013, Murgas 2013, (Montevideo Music Group)
- 2015, Murgas 2015, (Montevideo Music Group)
- 2016, Murgas 2016, (Montevideo Music Group)
- 2017, Murgas 2017, (Montevideo Music Group)
- 2018, Murgas 2018, (Montevideo Music Group)

## Videoclip
- 2013, Canción Final,  Madurar  (Po! Colectivo)
- 2014, Fuera del Juego    (Po! Colectivo)
- 2016, Al Sur del Atardecer (con La Vela Puerca) (videoclip)